# Museo Arqueológico de Kastelórizo
El Museo Arqueológico de Kastelórizo es uno de los museos de Grecia. Está ubicado en Kastelórizo (o Castelórizo), una de las islas del Dodecaneso.
Se encuentra en un edificio histórico situado en el extremo occidental del medieval Kastro de San Nicolás, al que en el siglo XIX, durante la época de dominio otomano, se le añadió la primera planta. Fue inaugurado como museo en 1984.

## Colecciones
Las colecciones del museo incluyen objetos de la Antigüedad como inscripciones, estelas funerarias, relieves, lámparas, cerámica, estatuas y sarcófagos. Por otra parte, de la época de los primeros cristianos hay esculturas, monedas y joyas. El museo alberga también iconos bizantinos, y pinturas murales y miniaturas del siglo XVII. Además hay una sección dedicada al folclore de la isla donde se exponen trajes tradicionales, objetos de cerámica, bordados y la recreación de una casa tradicional.